# Mananbri
Mananbri est une localité du centre de la Côte d'Ivoire et appartenant au département de Seguela, Région du Worodougou. La localité de Mananbri est un chef-lieu de commune.